# Fredrikskirken
Fredrikskirken (svensk:Fredrikskyrkan) er en kirke i Karlskrona, Blekinge län i Sverige. Kirken har siden 1998 sammen med Flådehavnen Karlskrona været optaget på UNESCOs Verdensarvsliste.

## Kirken
Opførelsen af kirken, der ligger midt på Stortorget i Karlskrona, blev påbegyndt den 9. september 1720. Den første sten blev lagt af landshøvding Salomon von Otter. Den 25. august året efter var grundmuren færdig, men først i 1744 kunne kirken indvies. Ved indvielsen var tronfølger Adolf Fredrik til stede, men kirken er dog opkaldt efter kong Frederik 1. af Sverige. Tårnene, der fra begyndelsen var tænkt som spir, blev først færdige i 1758.
Kirken er en typisk barokkirke, tegnet af Nicodemus Tessin d.y. og erstattede sognets midlertidige trækirke i Drottninggatan, kaldet Hedvig Eleonora. I 1790 brændte kirken, men klarede sig betydeligt bedre end Trefaldighetskyrkan. Klokkernes bjælker og taget faldt ned, men den store klokke blev ikke ødelagt ved faldet, takket være en stor mængde høvlspåner, som orgelbyggerne havde efterladt. Kirken blev restaureret i 1805 og 1806. Restaureringen blev ledet af arkitekten Olof Tempelman. Indvendigt blev kirken restaureret fra 1913 til 1915 af Axel Lindegren, og i 1967-1968. Udvendigt blev kirken restaureret i 1997-1998.

## Inventar
Døbefonten er af udskåret træ, og blev skænket af skibsbygmester Gilbert Sheldon ved kirkens indvielse. Prædikestolen blev udført i 1854 i nyklassicistisk stil af arkitekt Johan Adolf Hawerman (1812-1885). Alteropsatsen er noget nyere, fra 1915, og er et barokalter med skulpturer af J.A. Wetterlund.
I det sydlige tårn er der et klokkespil med 35 klokker, installeret i 1967 af Bergholtz klockgjuteri fra Sigtuna. Klokkespillet høres tre gange dagligt, og er skænket af advokat Povel Grönvall. Kirkesøvlet er bevaret i et massivt værdiskab, der står under det venstre galleri, forrest i kirken.

## Orgelet
Kirkens første orgel stod oprindelig i sognets midlertidige trækirke. Orgelbygger Lars Wahlberg fik senere til opgave at bygge et orgel med 29 registre, to manualer samt pedal. Da orglet var færdigt i 1764, var antallet af registre blevet forøget til 34, som blev drevet af seks store bælge. Wahlbergs orgel blev i 1905 erstattet af et orgel i romantisk stil, bygget af Åkerman & Lund i Stockholm, men Wahlbergs orgel blev rekonstrueret i 1982-1987 af Grönlunds Orgelbyggeri. Åkerman & Lunds orgel befinder sig stadig i kirken, i afmonteret stand.

## Galleri
- Wikimedia Commons har flere filer relateret til Fredrikskirken

- Alteret
- Døbefonten
- Prædikestolen

56°9′40.07″N 15°35′15.7″Ø / 56.1611306°N 15.587694°Ø